# Jean Dufay
Jean Claude Barthélemy Dufay (Blois, 18 de julho de 1896 – Chaponost, 6 de novembro de 1967) foi uma astrônoma francesa.
Durante sua carreira estudou nebulosas, meio interestelar, o céu noturno e física de cometas. Em 1925, quando trabalhando em colaboração com Jean Cabannes, calculou a altitude da ozonosfera terrestre. Foi nomeada diretora honorária do Observatório de Lyon e do Observatório de Haute-Provence.
Foi eleita membro da Académie des Sciences em 1963.
Completou a graduação em 1913 e obteve um doutorado em 1928, orientada por Charles Fabry. Neste interregno serviu (e foi ferida) na Primeira Guerra Mundial e lecionou.
Recebeu o Prêmio Valz da Académie des Sciences em 1932, por seu trabalho sobre fotometria astrômica. A cratera Dufay na Lua é denominada em sua memória.